# Oděv druhého rokoka

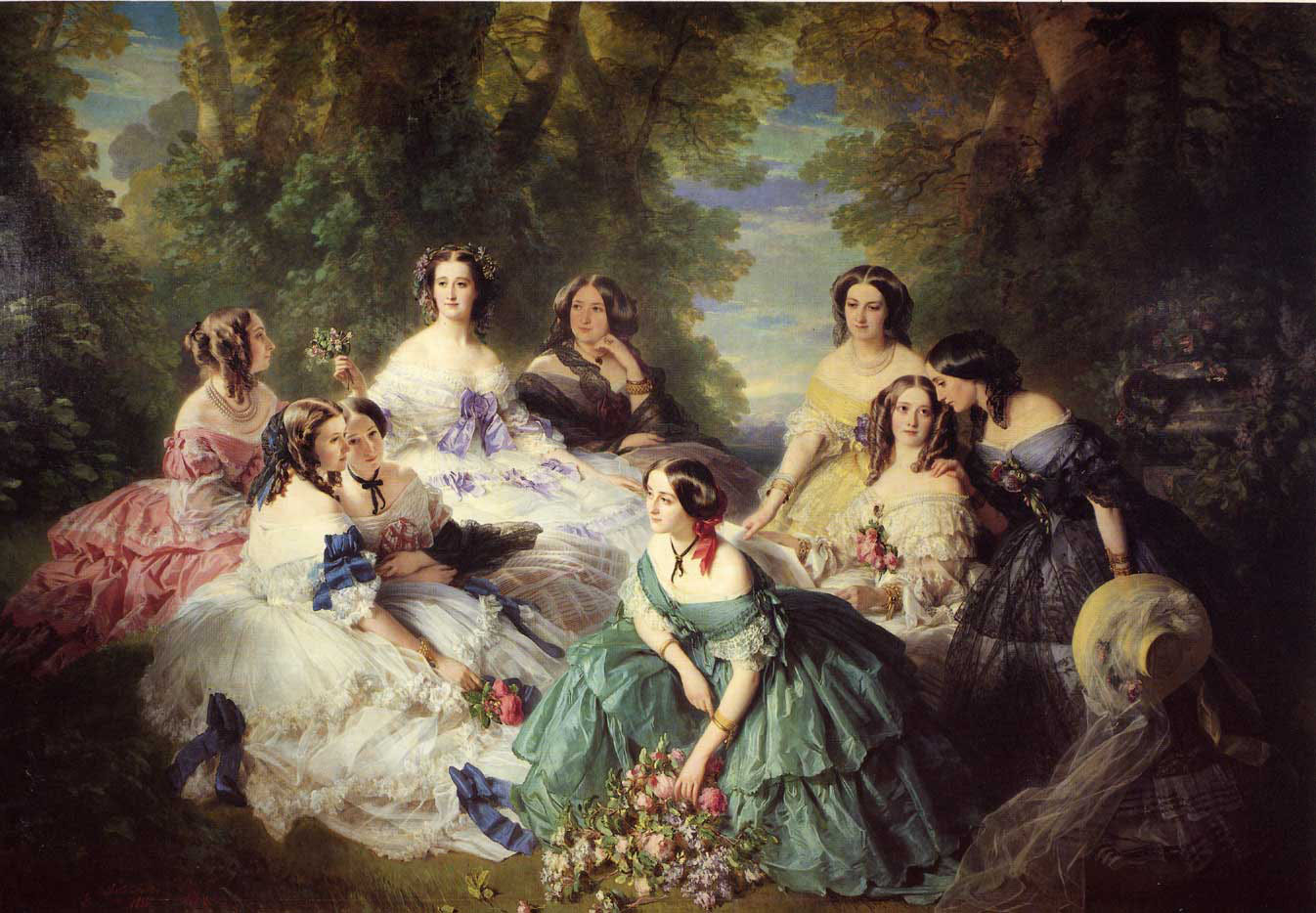
Císařovna Evženie (Franz Xavier Winterhalter - 1855)

Oděv druhého rokoka je nazýván styl oblékání druhé poloviny 19. století a charakterizuje bohatou měšťanskou vrstvu. Nevytvářel se nový módní styl, ale rozvíjela se móda inspirovaná historismem. Vznikaly módní domy, např. Worth v Paříži a s nimi i umění vysokého krejčovství – Haute Couture. Nový vynález, šicí stroj ovlivnil rozvoj konfekce. Začal se rozlišovat oděv podle příležitosti, ke které byl určen. Pořizovaly se obleky pro cestování, do společnosti, později i na sport. Vedle velkolepých krinolín s mnoha zdobnými prvky, začínala být také vyžadována i jednoduchost a praktičnost oblečení.

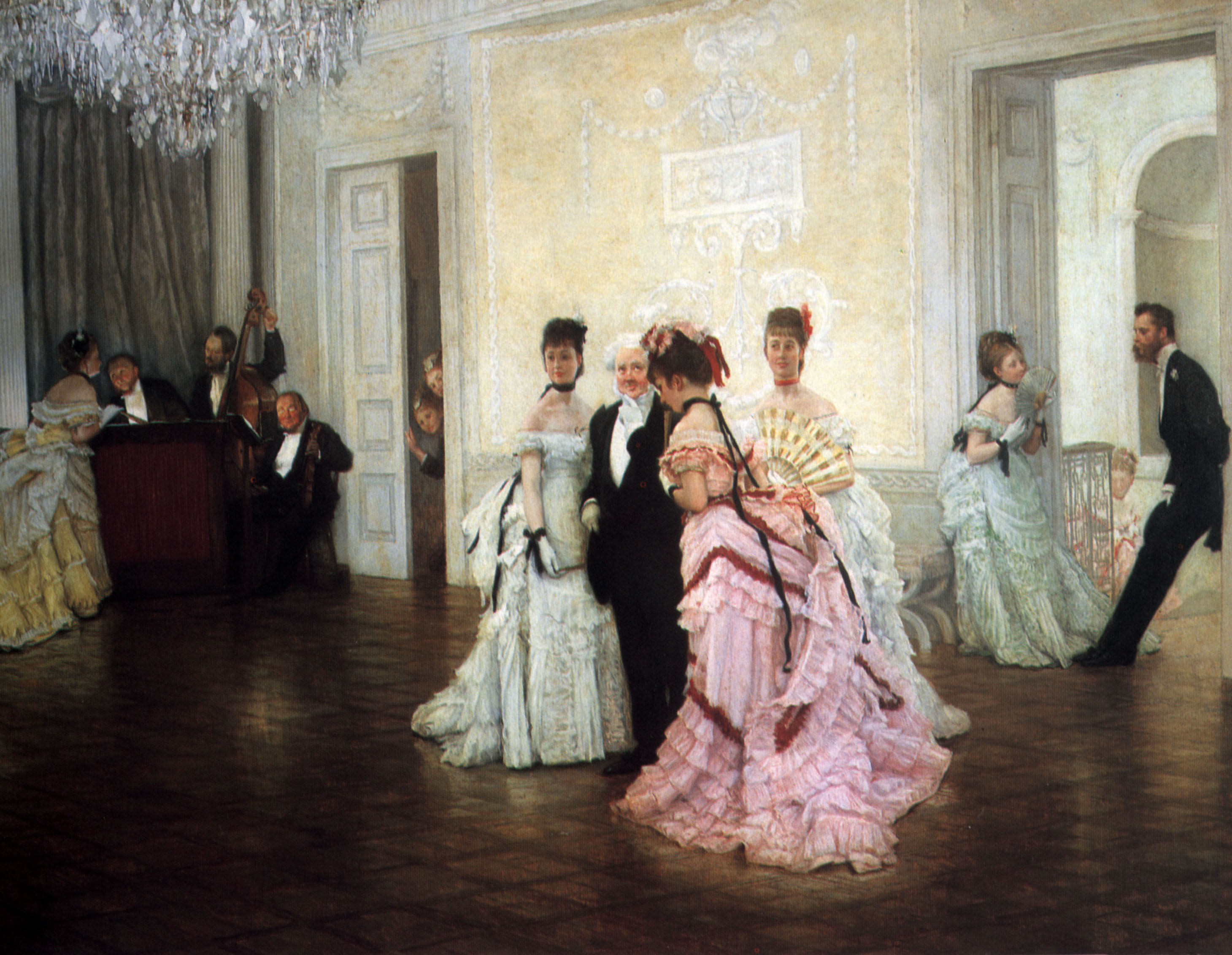
Večerní šaty z roku 1873

## Móda – obraz společnosti

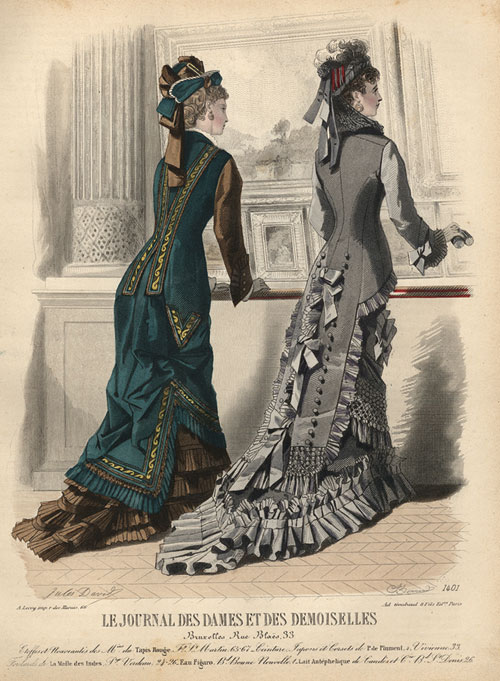
Přiléhavé šaty s vlečkou, polovina 70. let 19. století, zdobeny nabíranými volány, mašlemi, knoflíky a prýmky

Během 19. století se měnily styly odívání v návaznosti na změny společenské, ekonomické i politické. Do oblasti odívání se promítly pokroky v technologiích, např. vylepšování tkalcovských stavů, strojová výroba tkanin a krajek, vynález šicího stroje nebo počátky konfekční výroby. Začaly se vyrábět první syntetické anilínové barvy. Průmyslově vyráběné látky byly levnější a dostupnější většímu okruhu zákazníků.
V předchozích stoletích styl oblékání diktovala „vysoká“ šlechta, v druhé polovině 19. století byla ovlivněna bohatým měšťanstvem. Mužský oděv byl jednodušší a civilnější. Ženy naopak reprezentovaly rodinu, muže a jeho bohatství. Dalším důležitým prvkem proměny v oblasti ženské módy byl měnící se vztah společnosti k sexualitě. Žena chtěla mít úspěch u mužů, chtěla se líbit. Teprve v této době se začaly uzavírat sňatky na základě sympatií.
Začal se rozlišovat oděv podle příležitosti, ke které byl určen. Pořizovaly se obleky pro cestování, do společnosti, na návštěvu divadla nebo na ples či maškarní bál. V 70. a 80. letech 19. století se začínaly objevovat na stránkách časopisů oděvy na sport i pro ženy (bruslení, jízda na koni, plavání). Ženy začaly hrát tenis, kriket, lakros, později se věnovaly horské turistice, jízdě na kole. Rozvoj sportu souvisel s požadavky na účelné a praktické oblečení. Ve stylu oblékání se odráželo také společenské postavení žen. Jednoduchost a také účelnost byla žádána u oděvu, který se začal uplatňovat se zapojením žen do pracovního procesu a s narůstáním ženské emancipace.

## Ženská móda

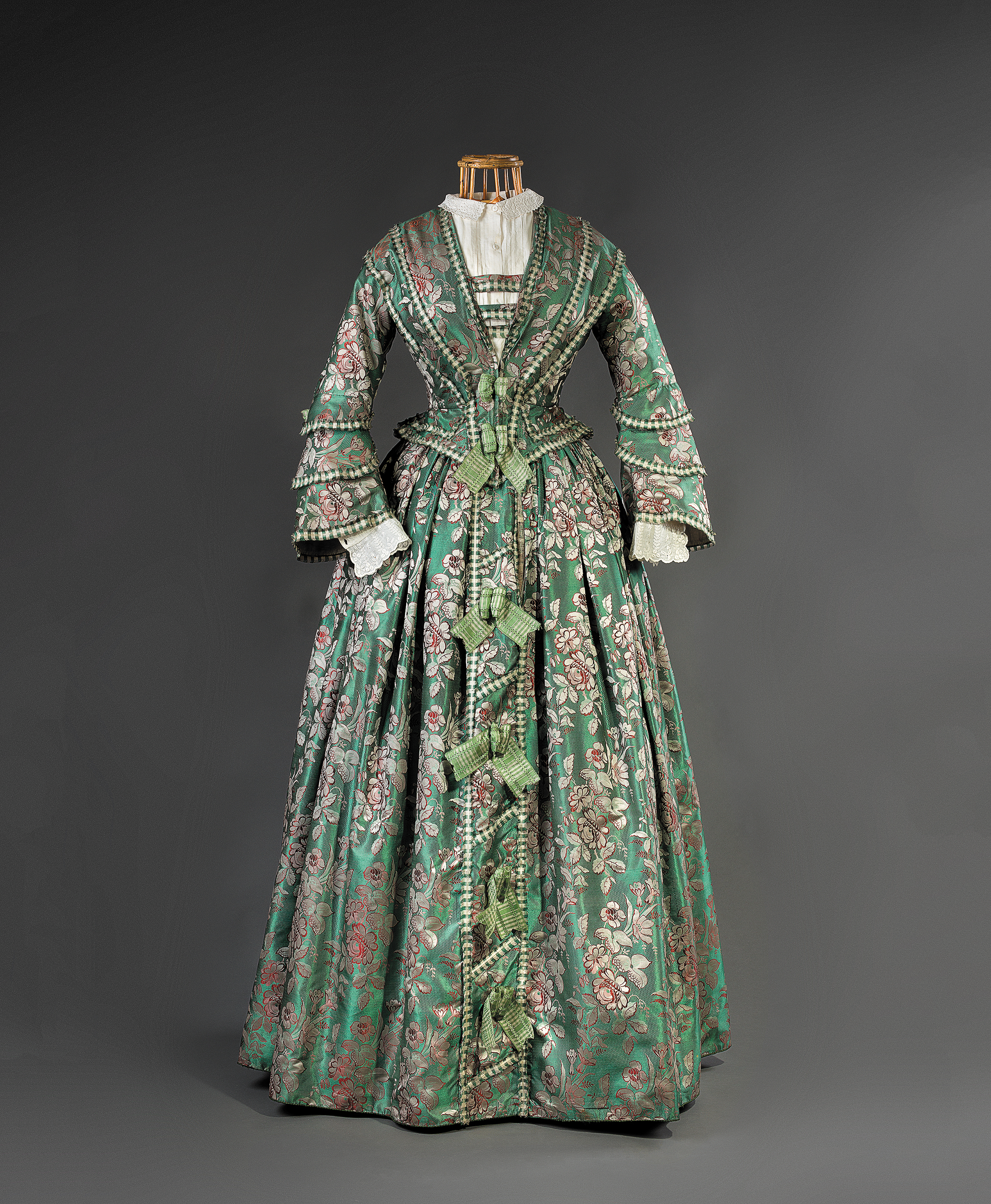
Dvoudílné hedvábné šaty, Praha, kolem r. 1850

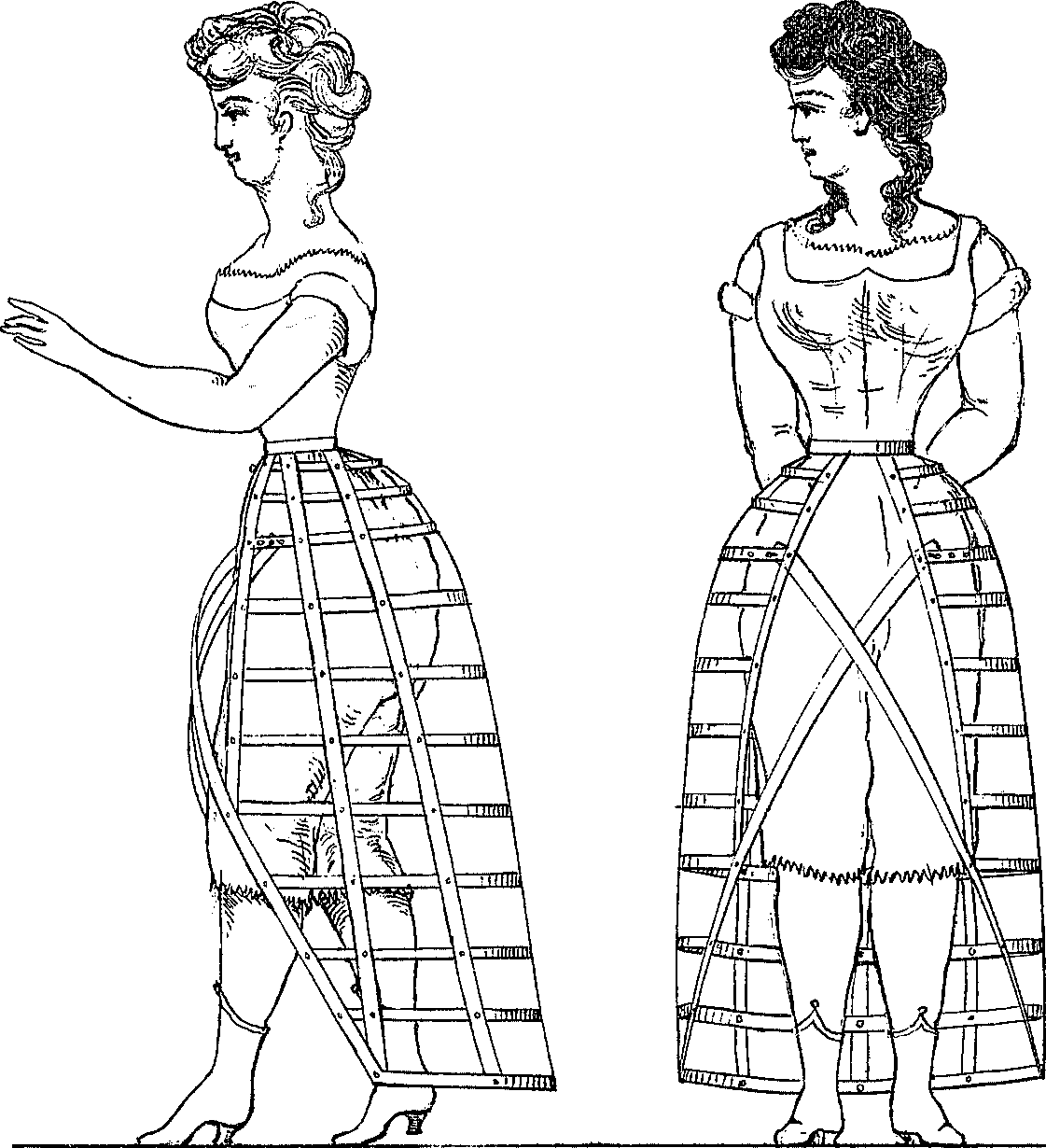
Obrázek krinolíny

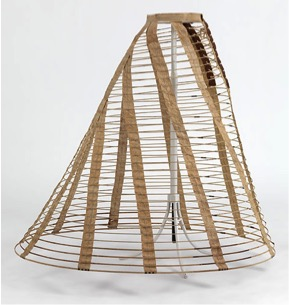
Krinolína

Ideálem byla žena obklopená luxusem a přepychem. Její oděv vystihoval postavení ve společnosti. Vzorem byly anglická královna Viktorie, rakouská císařovna Alžběta nebo francouzská císařovna Evženie. Typický pro ženskou siluetu byl úzký pas, kterého se docílilo korzetem a širokou sukní. Tu podpírala kovová konstrukce krinolíny, která se v historii módy v tomto období objevila již potřetí. Zpočátku kruhovitá, v šedesátých letech 19. století oválná. Ocelové obruče, které se začaly průmyslově vyrábět, výrazně podpořily mohutnost sukní. Nechybělo ani několik spodniček. Vynález krinolíny je často připisován císařovně Eugenii, kterou měla nosit v době těhotenství. Za tvůrce a propagátora krinolíny je však považován Angličan Charles Frederic Worth. Jeho šaty nosila císařovna Evženie nebo královna Viktorie. Byly zhotoveny většinou z mušelínu, hedvábí, saténu nebo taftu.
Sukně byla většinou ozdobena kanýrem, aby se vytvořil dojem další sukně. K objemné sukni se nosil upnutý kabátek s mohutnými, dlouhými rukávy a s oblou klesající linií v oblasti ramen.
Na konci šedesátých let 19. století byla krinolína, která se v té době šila do vlečky (oděv), vystřídána zúženou sukní doplněnou kratší tunikou. Změnu siluety ovlivnila turnýra. Ta zúžila sukni zepředu i ze stran a zůstala úzká konstrukce podpírající zadní část sukně. Postupně byla konstrukce odstraněna a nahrazena vycpávkou (česky se nazývala honzík). Zadní část sukně byla tvořena nařasenou vrstvou látky a splývala do vlečky.

Korzety a krinolíny, tvarující postavu, se oblékaly na bílé prádlo. Začaly se vyrábět kalhotky s dlouhými nohavičkami. Korzety se šily z hedvábí, bavlny i saténu. Bývaly vyšívané, bílé, ale také barevné. Horní okraj se často zdobil krajkou. Šněrovačku např. háčkovanou nosívaly již dívky od šesti let.

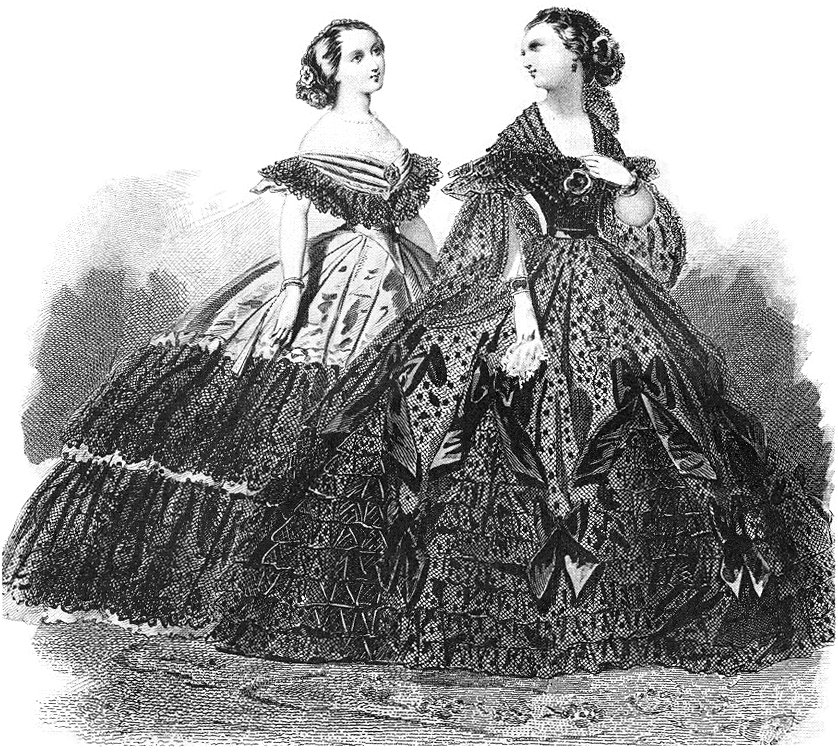
Šaty z počátku 60. let 19. století
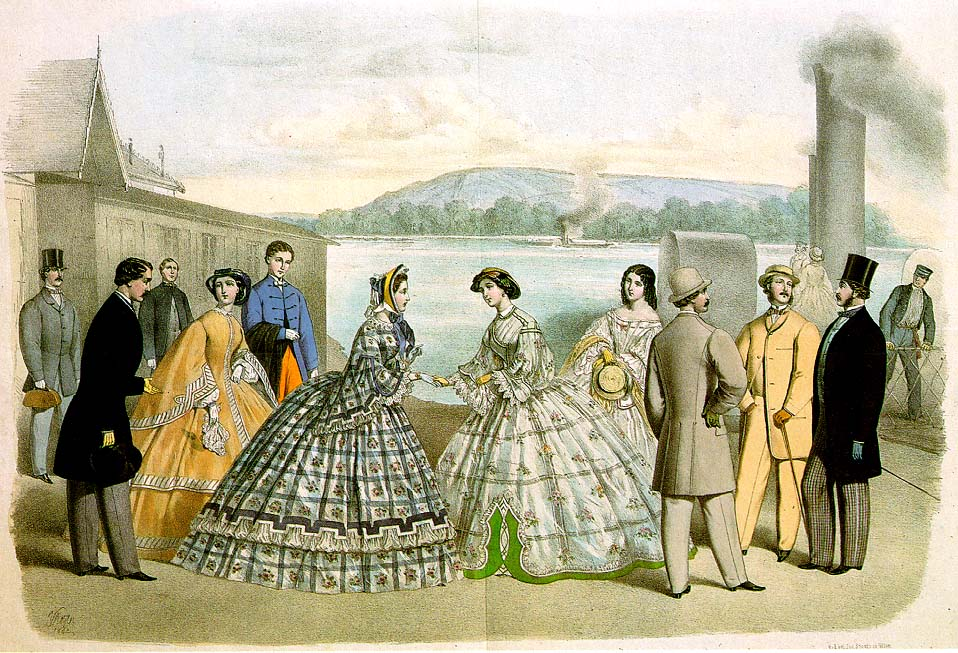
Vídeňská dámská a pánská móda 60. let
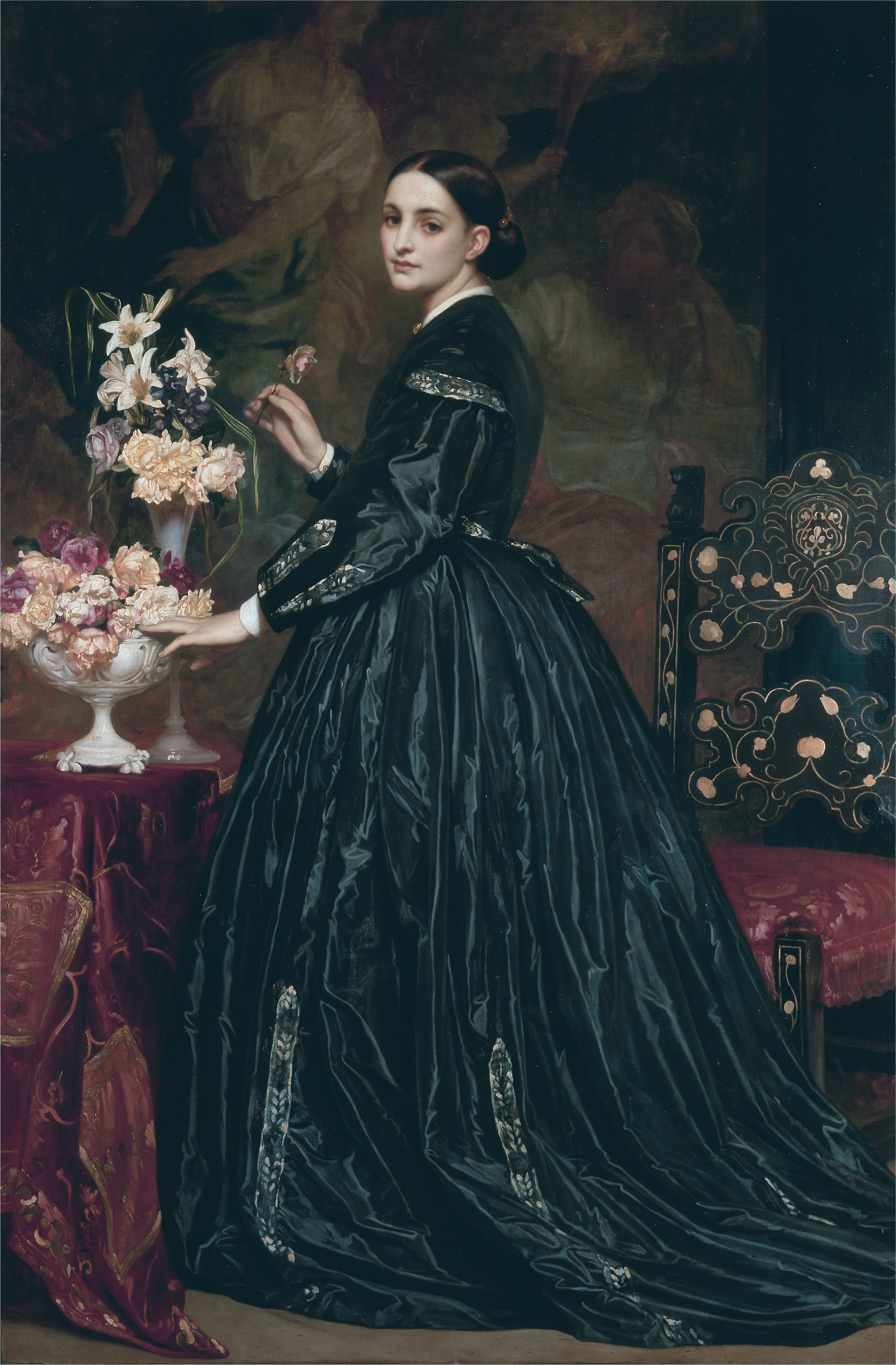
Černé saténové šaty zdobené krajkou
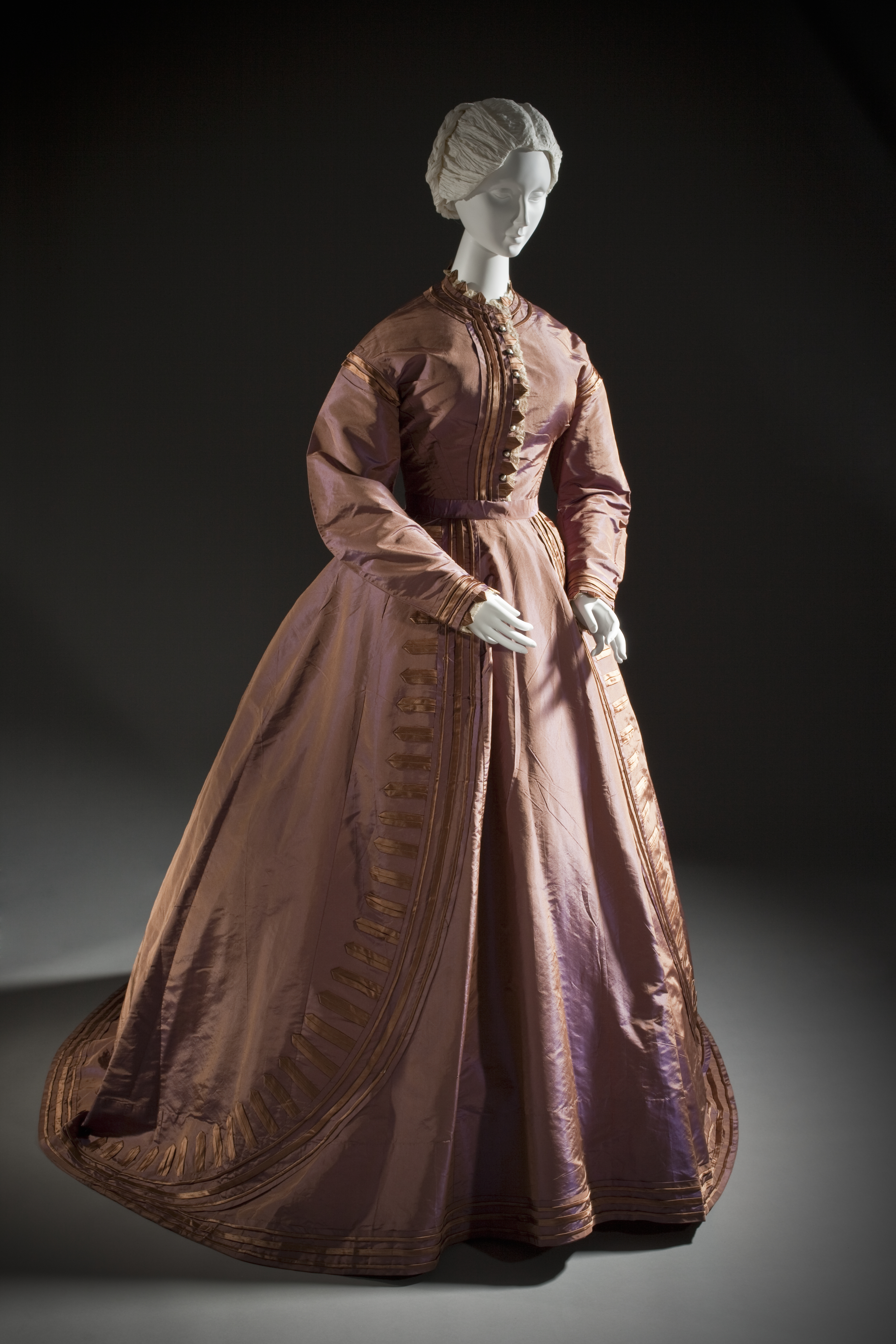
Šaty z hedvábného taftu lemované saténem a strojově vyrobenou krajkou
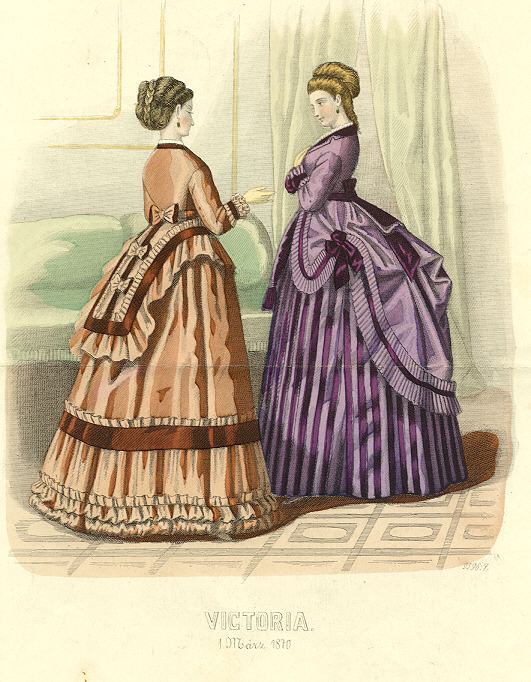
Šaty ze 70. let 19. století

### Účesy a doplňky
Ženské účesy byly poměrně složité, tvořeny velkými loknami, které se nosily vyčesané vzhůru. Populární byly nakadeřené ofiny. Vplétaly se do nich stuhy i květiny. Často se používaly i příčesky. Na ně si ženy pokládaly malé kloboučky s peřím.
Dámy se zdobily množstvím šperků, nosily náhrdelníky, náramky, prsteny a náušnice. Většinou se nosily perly, zlato a jantar.
Klobouky byly velkolepé, zdobily se ptačími pery, mašlemi, perličkami i květinami. V letním období se nosily slaměné klobouky, světlejších barev a zdobené květinami. Zimní klobouky se šily ve tmavších odstínech z kožešin, sametu a zdobily je pštrosí pera. K účesu se připevňovaly jehlicemi, aby dobře držely. Někdy se používaly také mašle na uvázání.
Dámy nosily krajkové závoje, šály s drobnými výšivkami, kožené nebo pletené rukavice, v létě nesměl chybět slunečník, někdy i vějíř a rukavičky. Boty se nosily úzké a do špičky, většinou s tzv. francouzskými či „špulkovými“ kramflíčky.

## Pánská móda
Pánský oděv reagoval na zrychlující se způsob života a stával se pohodlnějším a praktickým. Linie byly  jednoduché a rovné. Barvy převládaly tlumené. Pánskou ozdobou se stal pouze řetízek k hodinkám a manžetové knoflíky. Základní typy oděvu se nezměnily, pouze detaily a materiály. Muž stále nosil frak, doplněný cylindrem a hůlkou.
Obleky pro pány se šily podle příležitosti a denní doby, pro niž byly určeny, např. domácí oděv, vycházkový, sportovní, formální žaket pro denní nošení, slavnostní frak na večer nebo od roku 1888 smoking. Jako v předchozích desetiletích se stále nosil lehce vypasovaný dlouhý kabát přes oblek (redington), ale i další např. rovně střižený chesterfield nebo volný havelok.
Začínal se nosit oblek (kalhoty, sako, vesta). Aby byla vidět vestička a košile, bylo sako vykrojené. Klopy u saka byly saténové nebo sametové. Již na počátku 19. století se vyráběly oddělitelné límečky a manžety. Kravata se vázala na dlouhý „four-in-hand“ uzel. Tuhé a vysoké límečky měly někdy růžky přehnuté dolů. Časté byly také šle.

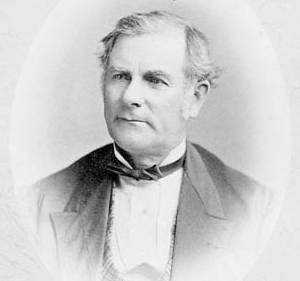
Motýlek

K večernímu oděvu patřila bílá vázanka. Během dne se nosila i černá a od 70. let 19. století se začaly šít i barevné kravaty a motýlky. Chudší vrstvy nahrazovaly kravatu barevným šátkem.
Pánské boty byly úzké podobně jako dámské a měly podpatky. Pro ochranu sloužily psí dečky, které prošly řadou zjednodušení (např. se šily boty, které vypadaly, že jsou překryté psími dečkami, ale knoflíčky byly pevnou součástí bot).
Pokrývka hlavy byla u muže součástí oděvu. Nosily se buřinky a měkké plstěné nebo v létě slaměné klobouky. Rukavice nosily muži také, i když ne vždy.
Muži z nižších vrstev nosili také třídílný oblek, ale běžně měli pouze obleky dva, na běžné nošení a sváteční. Často nakupovali u vetešníka, protože kvalita ušití i látky šatů umožňovala nosit oděvy z druhé ruky. Klobouk byl většinou nahrazen nejrůznější čapky s kšiltem.
Košile se šily rozepínací do půli těla a oblékaly se přes hlavu. Rozepínací košile po celé délce přicházely do módy koncem 19. století. Pánské spodní prádlo podobně jako dámské pokrývalo celé tělo, muži nosili dlouhé spodky nebo podvlíkačky.
Muži z vyšších vrstev měli vlasy krátce sestřižené, rozdělené pěšinkou uprostřed a kníry, byli vždy velmi pečlivě upraveni.

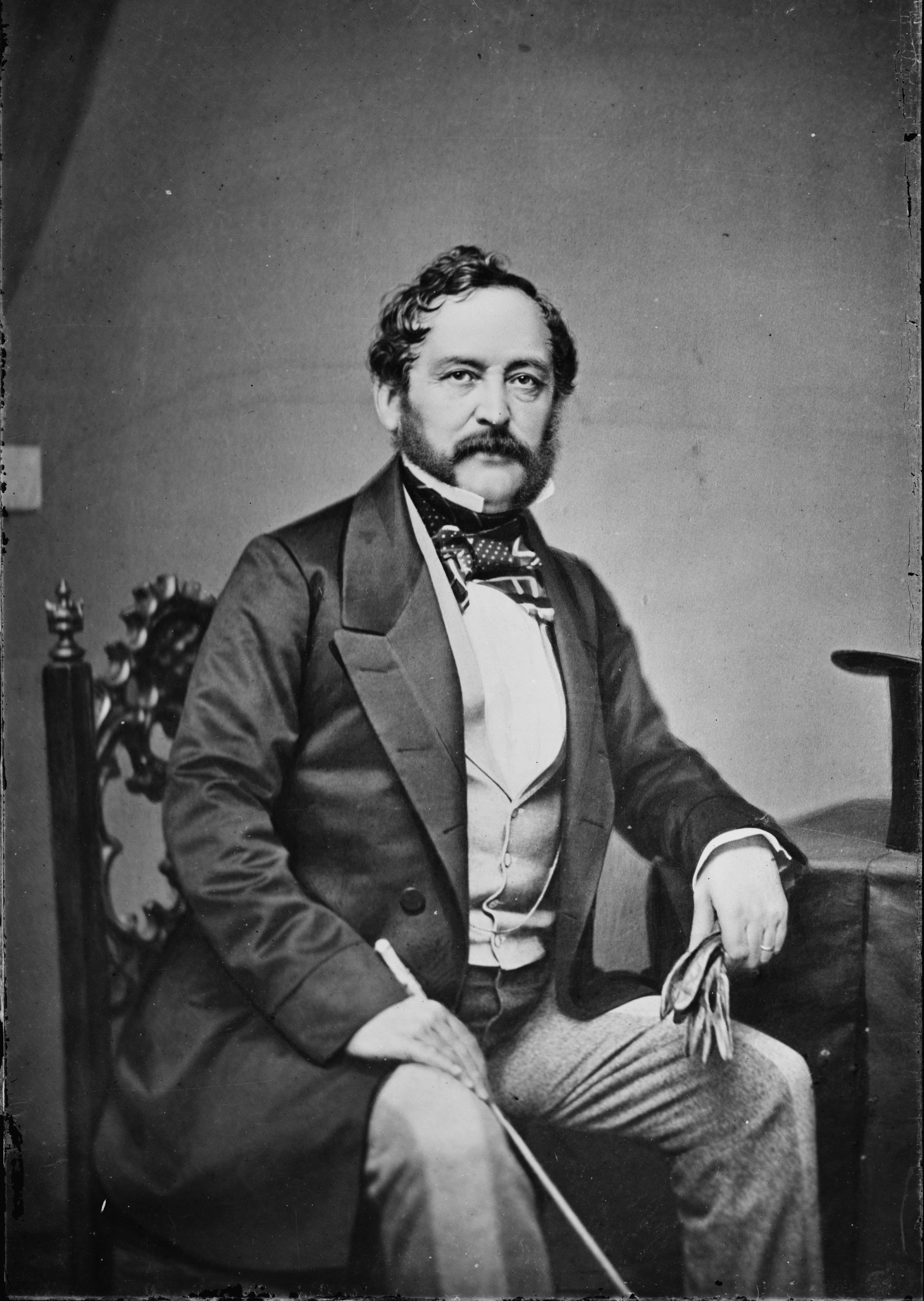
Eduard de Stoeckl, kabátek přes vestu a vzorovaná kravata
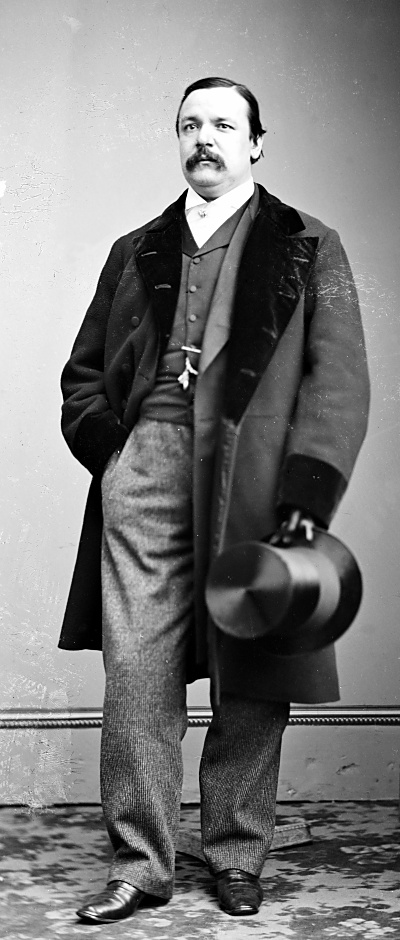
George Augustus Sala, kabát se sametovým límcem, vesta a tvídové kalhoty
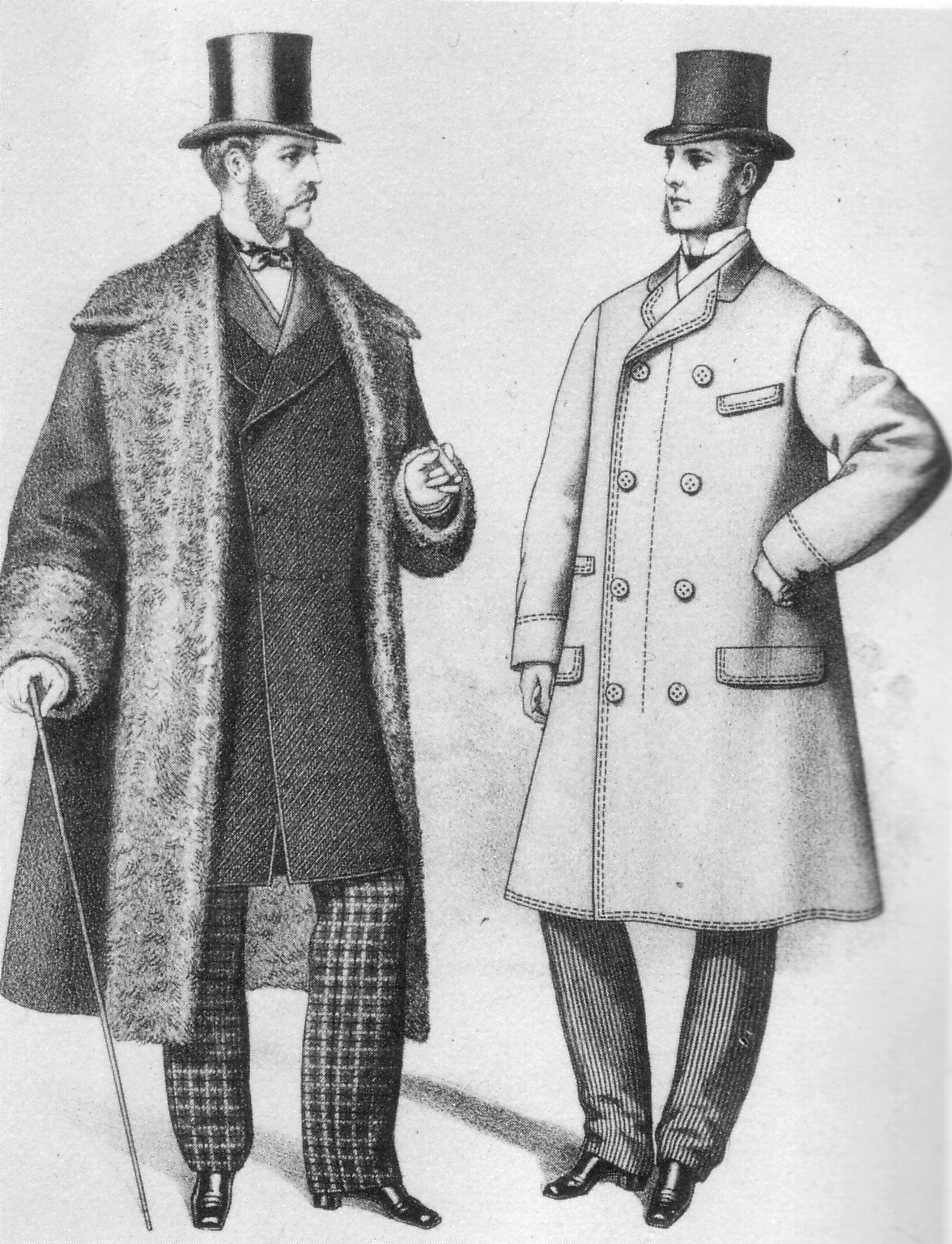
Kabát s kožešinovou podšívkou a dvouřadý kabát s lemováním a prošíváním
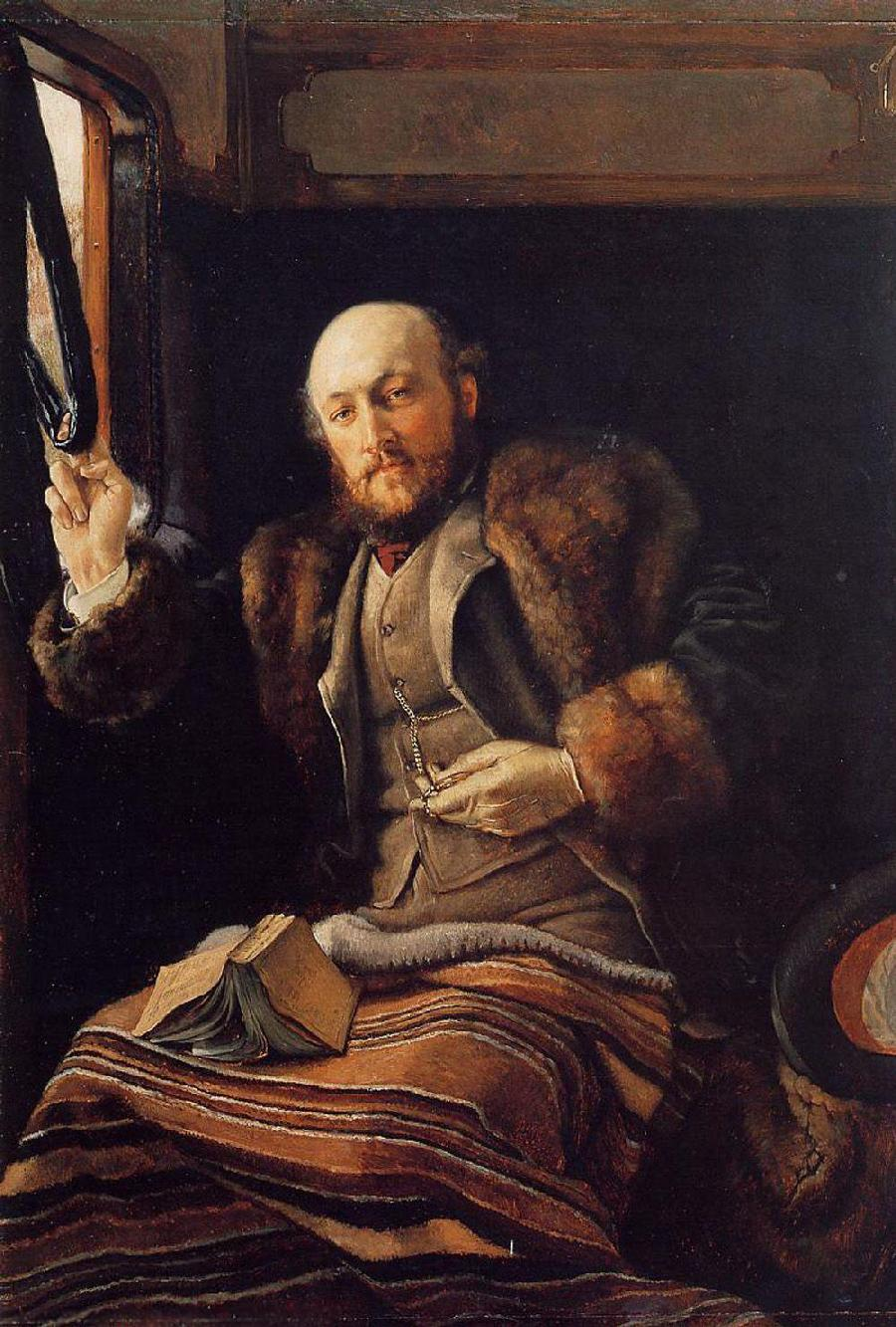
Ve vlaku – kabát s kožešinou, vesta bez límečku, tmavě červená kravata, hnědé rukavice
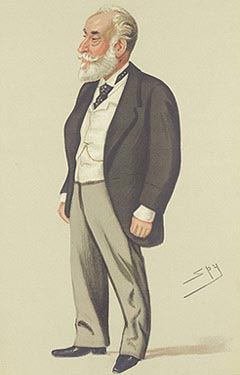
Skica – sir A. D. Sassoon ve formálním oblečení: šedé kalhoty, tmavý kabát, bílá vesta, košile a tmavá kravata.